# Марія де лас Мерседес де Бурбон-Сицилійська
Марія де лас Мерседес де Бурбон-Сицилійська (повне ім'я: Марія де лас Мерседес Крістіна Ґенара Ісабель Луїса Кароліна Вікторія і Тодос лос Сантос де Бурбон і Орлеанс, ісп. María de las Mercedes Cristina Genara Isabel Luisa Carolina Victoria y Todos los Santos de Borbón y Orléans; 23 грудня 1910, Мадрид, Іспанія — 2 січня 2000, Лансароте, Іспанія) — іспанська принцеса з дому Сицилійських Бурбонів, графиня Барселонська за шлюбом із Хуаном — сином короля Іспанії Альфонса XIII і претендентом на іспанський престол в часи франкістської диктатури. Дочка принца Карлоса Бурбон-Сицилійського та принцеси Луїзи з Орлеанського дому. Мати чотирьох дітей, зокрема іспанського короля Хуана Карлоса I.

## Життєпис
Марія народилася у Мадриді в родині Карлоса Бурбон-Сицилійського, онука останнього короля Обох Сицилій Фердинанда II, та Луїзи Орлеанської, дочки Філіппа, графа Паризького, онука останнього короля Франції Луї-Філіппа I, і претендента на французький престол. При народженні отримала ранг інфанти Іспанії, хоча не використовувала цей титул, походячи з династії Неаполітанських Бурбонів. Її родина переїхала до Севільї, коли батько став генерал-капітаном провінції. Після встановлення в Іспанії Другої республіки родина емігрувала до Канн, а згодом — до Парижа, де Марія вивчала мистецтво у Луврі.
14 січня 1935 року в Римі була на весіллі інфанти Беатриси, дочки короля Іспанії у вигнанні Альфонса XIII, та Алессандро Торлонії, князя ді Кевітелла Кесі. Там вона познайомилася із братом нареченої, своїм троюрідним братом Хуаном, що також був титулярним наступником короля. Вони одружилися у Римі 12 жовтня того ж року. Коли її чоловік 1941 року отримав титул претендента на престол, Марія отримала титул графині Барселонської.
Подружжя проживало у Каннах та Римі, а після початку Другої світової війни емігрували до Лозанни (Швейцарія), щоб жити з королевою Вікторією Євгенією — матір'ю графа Хуана. Згодом вони проживали в Ешторілі в Португальській Рив'єрі.
1953 року графиня представила королівську родину Іспанії на коронації Єлизавети II, королеви Великої Британії.
1976 року, за рік після реставрації монархії в Іспанії після 36-річної диктатури Франсіско Франко і проголошення Хуана Карлоса, старшого сина Марії та графа Хуана, королем, родина повернулася до Іспанії. Марія була посередницею між чоловіком та сином, відчуженими один від одного через те, що Франко призначив останнього своїм наступником. 1977 року Хуан зрікся своїх прав на користь сина, який офіційно дозволив батькові залишатися графом Барселонським.
Марія зламала свою кульшу 1982 року та ліву стегнову кістку у 1985, через що була змушена використовувати інвалідний візок протягом решти життя. 1993 року вона стала вдовою.
Була палкою фанаткою бою биків та андалуської культури.
Померла через гострий інфаркт міокарда у королівській резиденції Ла-Марета на острові Лансароте, де королівська сім'я перебувала, святкуючи Новий рік. Похована з королівськими почестями у Королівській крипті монастиря Сан-Лоренсо-де-Ель-Ескоріаль поблизу Мадрида.

## Сім'я
12 жовтня 1935 року одружилася з інфантом Хуаном — сином іспанського короля Альфонса XIII, що тоді перебував у вигнанні. У шлюбі в них народилося четверо дітей:
- Пілар, герцогиня Бадахоська (1936—2020)
- Хуан Карлос І (нар. 1938), король Іспанії у 1975—2014 роках
- Маргарита, герцогиня Сорія і Ернані (нар. 1939)
- Інфант Альфонсо (1941—1956)

## Генеалогія
|  |                                               |  |  |  |  |  |  |  |  |  |  |  |  |
|  | Фердинанд II                                  |  |  |  |  |  |  |  |  |  |  |  |  |
|  |                                               |  |  |  |  |  |  |  |  |  |  |  |  |
|  |                                               |  |  |  |  |  |  |  |  |  |  |  |  |
|  | Альфонсо Бурбон-Сицилійський, граф ді Казерта |  |  |  |  |  |  |  |  |  |  |  |  |
|  |                                               |  |  |  |  |  |  |  |  |  |  |  |  |
|  |                                               |  |  |  |  |  |  |  |  |  |  |  |  |
|  | Марія Тереза Австрійська                      |  |  |  |  |  |  |  |  |  |  |  |  |
|  |                                               |  |  |  |  |  |  |  |  |  |  |  |  |
|  |                                               |  |  |  |  |  |  |  |  |  |  |  |  |
|  | Карл Танкред Бурбон-Сицилійський              |  |  |  |  |  |  |  |  |  |  |  |  |
|  |                                               |  |  |  |  |  |  |  |  |  |  |  |  |
|  |                                               |  |  |  |  |  |  |  |  |  |  |  |  |
|  | Франческо Бурбон-Сицилійський                 |  |  |  |  |  |  |  |  |  |  |  |  |
|  |                                               |  |  |  |  |  |  |  |  |  |  |  |  |
|  |                                               |  |  |  |  |  |  |  |  |  |  |  |  |
|  | Марія Антонієтта Бурбон-Сицилійська           |  |  |  |  |  |  |  |  |  |  |  |  |
|  |                                               |  |  |  |  |  |  |  |  |  |  |  |  |
|  |                                               |  |  |  |  |  |  |  |  |  |  |  |  |
|  | Марія Ізабелла Австрійська                    |  |  |  |  |  |  |  |  |  |  |  |  |
|  |                                               |  |  |  |  |  |  |  |  |  |  |  |  |
|  |                                               |  |  |  |  |  |  |  |  |  |  |  |  |
|  | Марія де лас Мерседес де Бурбон-Сицилійська   |  |  |  |  |  |  |  |  |  |  |  |  |
|  |                                               |  |  |  |  |  |  |  |  |  |  |  |  |
|  |                                               |  |  |  |  |  |  |  |  |  |  |  |  |
|  | Фердинанд Філіпп, герцог Орлеанський          |  |  |  |  |  |  |  |  |  |  |  |  |
|  |                                               |  |  |  |  |  |  |  |  |  |  |  |  |
|  |                                               |  |  |  |  |  |  |  |  |  |  |  |  |
|  | Філіпп, граф Паризький                        |  |  |  |  |  |  |  |  |  |  |  |  |
|  |                                               |  |  |  |  |  |  |  |  |  |  |  |  |
|  |                                               |  |  |  |  |  |  |  |  |  |  |  |  |
|  | Олена Мекленбург-Шверінська                   |  |  |  |  |  |  |  |  |  |  |  |  |
|  |                                               |  |  |  |  |  |  |  |  |  |  |  |  |
|  |                                               |  |  |  |  |  |  |  |  |  |  |  |  |
|  | Луїза Орлеанська                              |  |  |  |  |  |  |  |  |  |  |  |  |
|  |                                               |  |  |  |  |  |  |  |  |  |  |  |  |
|  |                                               |  |  |  |  |  |  |  |  |  |  |  |  |
|  | Антуан Орлеанський, герцог де Монпансьє       |  |  |  |  |  |  |  |  |  |  |  |  |
|  |                                               |  |  |  |  |  |  |  |  |  |  |  |  |
|  |                                               |  |  |  |  |  |  |  |  |  |  |  |  |
|  | Марія Ізабелла Орлеанська                     |  |  |  |  |  |  |  |  |  |  |  |  |
|  |                                               |  |  |  |  |  |  |  |  |  |  |  |  |
|  |                                               |  |  |  |  |  |  |  |  |  |  |  |  |
|  | Луїза Фернанда Іспанська                      |  |  |  |  |  |  |  |  |  |  |  |  |
|  |                                               |  |  |  |  |  |  |  |  |  |  |  |  |
|  |                                               |  |  |  |  |  |  |  |  |  |  |  |  |

## Нагороди
Іспанські
- Орден Карлоса III[13]
- Великий хрест Ордену Королеви Марії Луїзи[14]
- Дама Відзнаки королівської кавалерійської збройної палати Севільї
- Дама Відзнаки королівської кавалерійської збройної палати Гранади
- Дама Відзнаки королівської кавалерійської збройної палати Валенсії
- Дама Відзнаки королівської кавалерійської збройної палати Сарагоси

Іноземні
- Неаполітанські Бурбони: Константинівський орден Святого Георгія[15]
- Грецька королівська сім'я: Орден Святих Ольги та Софії[16]
- Суверенний військовий Орден Госпітальєрів Святого Івана Єрусалимського, лицарів Родосу і Мальти: Мальтійський орден
- Велика Британія: Коронаційна медаль Королеви Єлизавети II

## Герби

Герб інфанти Іспанії за шлюбом (1935-1941)
Герб консорта претендента на іспанський престол (1941-1977)
Герб після зречення чоловіка від прав на іспанський престол (1977-1988)
Герб після зречення чоловіка від прав на іспанський престол (1988-1993) (дама Ордену Карлоса III)
Герб удови (1993-2000)